# Longhorsley
Longhorsley – wieś w Anglii, w hrabstwie Northumberland. Leży 32 km na północ od miasta Newcastle upon Tyne i 429 km na północ od Londynu. W 2001 miejscowość liczyła 798 mieszkańców.